# Frank de Wit
Frank de Wit (Beverwijk, 13 febbraio 1996) è un judoka olandese.

## Biografia
Ha partecipato ai Giochi olimpici giovanili di Nanchino 2014, conquistando la medaglia di bronzo nella categoria -81 kg. L'anno successivo, ha vinto sia il titolo di Campione del Mondo junior che quello di Campione europeo junior.
Nel 2016, ha rappresentato i Paesi Bassi ai Giochi olimpici estivi di Rio de Janeiro 2016 nella categoria -81 kg, dove è stato eliminato al secondo turno dal bulgaro Ivaylo Ivanov.
Nel 2017 ha ottenuto importanti successi, tra cui la vittoria al Grand Slam di Parigi e la medaglia d'argento ai World Masters di San Pietroburgo.
Ha conquistato un'altra medaglia d'argento ai World Masters di Guangzhou del 2018. Nel 2019 ha vinto l'oro al Grand Prix di Tbilisi.
Ha fatto la sua seconda apparizione olimpica ai Giochi olimpici di Tokyo 2020, in cui è stato eliminato al terzo turno del torneo degli 81 kg, dal tedesco Dominic Ressel, dopo aver superato il samoano Peniamina Percival al secondo turno.
Ha conquistato la medaglia di bronzo ai mondiali di Budapest 2021 nella categoria degli -81 kg.
Ha vinto la medaglia d'argento ai campionati europei a squadre di judo di Mulhouse 2022. L'anno successivo ha ottenuto la medaglia di bronzo ai mondiali di Doha 2023 e ai Giochi europei di Cracovia 2023.
Ha partecipato ai Giochi olimpici di Parigi 2024 nella categoria -81 kg, in cui è stato eliminato agli ottavi di finale dal tajiko Somon Makhmadbekov. 
Dopo il torneo olimpico, ha annunciato la decisione di passare alla categoria fino a 90 kg, dichiarando che il mantenimento del peso per la categoria precedente gli toglieva il piacere di gareggiare. Con il passaggio alla categoria -90 kg, de Wit mira a prolungare la sua carriera ai massimi livelli.

## Palmarès
- Mondiali

Budapest 2021: bronzo negli -81 kg;
Doha 2023: bronzo a squadre miste;
- Giochi europei

Cracovia 2023: bronzo a squadre miste;
- Europei

Zagabria 2024: argento negli -81 kg
Mulhouse 2022: argento a squadre miste
- Giochi olimpici giovanili:

Nanchino 2014: bronzo negli -81 kg.